# Superóxido de potasio
El superóxido de potasio es un compuesto químico de fórmula KO2. Esta sal rara del ion superóxido es producida por la quema de potasio fundido en oxígeno puro. Es usado como un agente oxidante en la industria química, como un depurador de CO2, deshumidificador de H2O y generador de O2 en naves espaciales, trajes espaciales, submarinos y en reprocesadores de aire exhalado.
La Roscosmos ha tenido éxito usando el superóxido de potasio en un generador químico de oxígeno para sus trajes espaciales y la nave Soyuz. El KO2 también ha sido utilizado en los respiradores usados en la lucha contra incendios y rescates en minas; también se usó en los reprocesadores de aire exhalado de buceo, pero tuvo un uso limitado debido a los peligros de reacción explosiva con el agua. La importancia teórica del KO2 está en su capacidad de absorber 0.309 kg de CO2 y producir 0.450 kg O2 por kilogramo de absorbente.
Reacciones importantes:
4 KO2 + 2 H2O → 4 KOH + 3 O2
2 KOH + CO2 → K2CO3 + H2O
K2CO3 + CO2 + H2O →  2 KHCO3

## Tendencias estructurales de los compuestos de oxígeno molecular
Los compuestos derivados del O2 tienen distancias características en el enlace oxígeno-oxígeno que se correlaciona con el orden de enlace del enlace oxígeno-oxígeno.
| Compuestos oxígeno molecular | Nombre             | Distancia del enlace O-O (Å) | Orden de enlace O-O |
| ---------------------------- | ------------------ | ---------------------------- | ------------------- |
| O2+                          | catión dioxigenilo | 1.12                         | 2.5                 |
| O2                           | dioxígeno          | 1.21                         | 2                   |
| O2-                          | superóxido         | 1.28                         | 1.5                 |
| O22-                         | peróxido           | 1.49                         | 1                   |